# Трактовий (Нижньогородська область)
Трактовий (рос. Трактовый) — селище залізничного роз'їзду в Арзамаському районі Нижньогородської області Російської Федерації.
Населення становить 8 осіб. Входить до складу муніципального утворення Кириловська сільрада.

## Історія
Від 2009 року входить до складу муніципального утворення Кириловська сільрада.

## Населення
| 2002 | 2010 |
| ---- | ---- |
| 17   | ↘8   |